# Ibrāhīm Abū l-Yaqzān
Ibrāhīm Abū l-Yaqzān (arabisch إبراهيم أبو اليقظان, DMG Ibrāhīm Abū l-Yaqẓān, auch Ibrahim Abou El Yakdan; geboren 5. November 1888 in El Guerrara,  Provinz Ghardaia; gestorben 30. März 1973 ebenda) war ein algerischer ibaditischer Religionsgelehrter, Publizist und antikolonialer Aktivist. Nach Amal Ghazal war er einer der  einflussreichsten mozabitischen Anti-Kolonialisten des 20. Jahrhunderts. Er gilt auch als einer der Vorreiter der unabhängigen arabischen Presse in Algerien.

## Leben

### Kindheit und Jugend
Ibrāhīm Abū l-Yaqzān wurde am 5. November 1888 in El Guerrara im M'zab-Tal in eine religiös-konservative Familie geboren.
Sein Vater ʿĪsā ibn Yahyā aus dem Clan der al-Balat war über 40 Jahre lang Imam und Prediger in der Moschee seines Geburtsorts und starb bereits kurz nach Abū l-Yaqzāns Geburt, 1889. oder 1890. Seine Mutter ʿĀ'ischa bint al-Hāddsch Muhammad Būʿarwa aus dem Clan der Hammū ibn Ibrāhīm heiratete nach dem Tod seines Vaters erneut. Sein Stiefvater verstarb ebenfalls wenige Jahre darauf, was die Familie in großer Armut zurückließ.
Bereits in sehr jungen Jahren wurde er in der lokal vorherrschenden ibaditischen Religionslehre von Scheich ʿUmar ibn Yahyā unterrichtet und lernte den Koran im Alter von fünf Jahren auswendig.
Die Schulzeit musste Abū l-Yaqzān, der seine Kunya aufgrund seiner Verehrung für den fünften rustamidischen Imam Abū l-Yaqzān Muhammad al-Aflah (reg. 874–894) wählte, unterbrechen, um zum Unterhalt seiner Familie in der Landwirtschaft zu arbeiten.
Erst nachdem sein Lehrer ʿUmar ibn Yahyā der Familie ausreichend Unterhalt für ein Jahr spendete, konnte er weiter zur Schule gehen.
Der Fürsorge für die Familie verpflichtet, zog Abū l-Yaqzān 1904 nach Batna, um dort eine Arbeitsstelle als Händlergehilfe anzunehmen. Bereits vier Monate nach Antreten seiner neuen Arbeit ereignete sich allerdings ein Vorfall, nach dem er der Vernachlässigung des Geschäfts bezichtigt und vom lokalen Ältestenrat zu einer Prügelstrafe verurteilt wurde. Daraufhin kehrte er ins Mzab-Tal zurück, um bei Muhammad ibn Yūsuf Atfaiyasch in Beni Isguen islamische Theologie zu studieren.

### Pilgerreise und Studium in Tunesien
Im Jahr 1909 reiste Abū l-Yaqzān in den Hidschāz, um den Haddsch zu absolvieren und sich dort weiterzubilden. Auf seiner Rückreise im selben Jahr besuchte er Damaskus, Beirut, Izmir und Tripolis. Da er jedoch die Pilgerfahrt nach Mekka ohne Erlaubnis der französischen Kolonialbehörden angetreten hatte, musste er mit einem gefälschten marokkanischen Pass in seine Heimat Algerien einreisen, um einer Freiheitsstrafe von einem Jahr zu entgehen.
Den italienischen Einmarsch in Tripolitanien 1911 und den darauffolgenden Widerstand des ibaditischen Politikers Sulaymān al-Bārūnī beschrieb Abū l-Yaqzān als erschütterndes Schlüsselereignis für sein wachsendes politisches Interesse und seine spätere antikolonialistische Haltung.
Im Jahre 1912 begab sich Abū l-Yaqzān nach Tunesien zum Studium an der Universität Ez-Zitouna. Zudem besuchte er die Madrasa Khaldounia, wo er vor allem das Verfassen journalistischer Texte lernte.
Bereits zwischen 1913 und 1914 verfasste er erste Artikel in der monatlichen Zeitschrift al-Fārūq des in Tunis lebenden algerischen Gelehrten ʿUmar ibn Qadūr (1886–1932). Nach Tunesien leitete er 1914 auch eine wissenschaftliche Delegation von Algeriern.

### Rückkehr ins Mzab-Tal und erneuter Tunesien-Aufenthalt
Im darauffolgenden Jahr kehrte er in seine Heimat zurück und wurde mit der Leitung einer neu errichteten Madrasa in El Guerrara betraut, welche er an dem reformistischen Stil der Khaldounia ausrichtete und dabei auf die Anwendung neuer Lehrmethoden setzte. So nahmen die Schüler beispielsweise auf Stühlen Platz und erstmals kamen neben Tafeln auch Lehrbücher zum Einsatz. Inhaltlich erweiterte Abū l-Yaqzān das Angebot seiner Madrasa auch um die Fächer Mathematik und Geschichte.
Bereits zwei Jahre später, 1917, kehrte er nach Tunesien zurück, wo er für die Betreuung der mozabitischen Studenten vor Ort verantwortlich war und vorwiegend für Zeitschriften und Magazine aus Tunesien und der arabischsprachigen Welt als Journalist zu religiösen Themen tätig war.
Noch im Gründungsjahr 1920 wurde Ibrāhīm Abū l-Yaqzān Mitglied der tunesischen Destur-Partei, mit deren Gründer ʿAbd al-ʿAzīz ath-Thaʿālbī er befreundet war. Zudem hielt er sich im Milieu des mozabitisch-ibaditischen Geschäftsmanns Sālih ibn Yahyā, eines Mäzens und Mitbegründers der Destur-Partei, auf und knüpfte später auch Kontakt zu dessen Neffen Moufdi Zakaria.
In dieser Zeit stand er auch in intensivem Austausch mit Sulaymān al-Bārūnī, der zwischen 1921 und 1922 in der französischen Kolonie Tunesien weilte. Nachdem al-Baruni ab 1922 die Ausreise aus Frankreich verwehrt wurde, fungiert er als dessen Vermittler und Sprachrohr in die arabische Welt.

### Tätigkeit als Zeitungsverleger und Engagement in der Islāh-Bewegung
Nachdem Abū l-Yaqzān 1925 nach Algerien zurückgekehrt war, widmete er sich vor allem der dortigen nationalistischen Bewegung und gehörte zu den ersten arabischsprachigen Publizisten, die nationalistisches Gedankengut verbreiteten. Darüber hinaus gründete er in Ghardaia ein Institut zur Vermittlung der arabischen Sprache und Literatur sowie der islamischen Religion und initiierte einen literarischen Club.
Zwischen 1926 und 1938 gründete er insgesamt acht Zeitungen: Wādī Mizāb (Oktober 1926 bis Januar 1929, 119 Ausgaben), Mizāb (25. Januar 1930, eine Ausgabe), al-Maghrib (Mai 1930 bis März 1931, 38 Ausgaben), an-Nūr (September 1931 bis Mai 1933, 78 Ausgaben), al-Bustān (April 1933 bis Juli 1933, zehn Ausgaben), an-Nabrās (Juli bis August 1933, sechs Ausgaben), al-Umma (September 1933 bis Juni 1938, 170 Ausgaben) und al-Furqān (Juli bis August 1938, sechs Ausgaben).
Darin befassten sich Abū l-Yaqzān und seine Gastautoren vor allem mit den Fragen der religiösen und politischen Identität und der nationalen, wie transnationalen und interkonfessionellen Einheit der Muslime, sowie dem Widerstand gegen den Kolonialismus und die Einschränkungen der Freiheitsrechte der „indigenen“ Bevölkerung in den durch Frankreich kolonialisierten Regionen. Die publizierten Artikel bestanden zu Beginn der publizistischen Aktivität mehrheitlich aus Prosatexten offenkundig kritischer Natur, wurden jedoch aufgrund von politischem Druck zunehmend durch lyrische Texte ersetzt, in denen die Kritik nur in Anspielungen vorgetragen wurde. Auch diese wurden in regelmäßigen Abständen von den französischen Behörden aufgrund der ablehnenden Haltung gegenüber ihrer Politik und dem Vorwurf des Aufruhrs zensiert und verboten. In diesem Zusammenhang erhielt Abū l-Yaqzān im Januar 1929 ein einjähriges Publikationsverbot.
Die ersten Zeitungen mussten aufgrund von fehlenden Druckmaschinen für arabische Schrift in Tunesien gedruckt werden und zurück ins Land gebracht werden, ehe Abū l-Yaqzān 1931 seine eigene Druckerei mit Namen al-Maṭbaʿa al-ʿArabīya gründete.
Unterstützt wurde dies vom salafistisch orientierten Publizisten Muhibb ad-Dīn al-Chatīb, zu dem Abū l-Yaqzān eine enge Beziehung pflegte und der in seinen Zeitungen als Gastautor auftrat. Abū l-Yaqzān veröffentlichte auch regelmäßig Inhalte aus al-Chatībs Zeitung al-Fath, die in Ägypten erschien, und warb darin für die salafistische und panislamische Lehre. Über diese Korrespondenzen stand er auch in engen Kontakt mit dem libanesisch-drusischen Panislamisten Schakīb Arslān und Vertretern der Nahda-Bewegung im gesamten arabischen Raum.
Zu den Beiträgern in seinen Zeitschriften gehörten neben Arslan und al-Chatīb auch zahlreiche international bekannte Gelehrte, Politiker und Schriftsteller, wie Sulaymān al-Bārūnī, Emir Khaled, Mustafā as-Sibāʿī, ʿAbd al-ʿAzīz ath-Thaʿālbī, Muhammad Husain Haikal, Mohammed Amin al-Husseini, Chair ad-Din az-Ziriklī, Elia Abu Madi, Messali Hadj, Abdelhamid Ben Badis und Ferhat Abbas.
Ibrāhīm Abū l-Yaqzān gehörte 1931 auch zu den Gründungsmitgliedern der von der Islāh-Strömung inspirierten Vereinigung der algerischen muslimischen Rechtsgelehrten, in deren Exekutivkomitee er 1934 gewählt wurde.

### Rückzug aus der Öffentlichkeit und Lebensabend
Nach zunehmenden Repressionen durch die französischen Kolonialbehörden war Abū l-Yaqzān 1938 gezwungen, seine Tätigkeit als Verleger und Journalist aufzugeben. Er widmete sich fortan der Abfassung längerer Monographien.
Am 3. April 1957 erlitt er einen Schlaganfall, der ihn dauerhaft halbseitig lähmte und auf einen Rollstuhl angewiesen machte. Am 30. März 1973 starb Ibrāhīm Abū l-Yaqzān im Alter von 84 Jahren in seiner Heimat Ghardaia.
Im November 2017 erhielt er postum von der algerischen Regierung durch den Kulturminister Azzedine Mihoubi eine Ehrung für sein Lebenswerk, welche sein Enkel Hamīd Abū l-Yaqzān entgegennahm.

## Denken
Abū l-Yaqzān fand vor allem in den von ihm veröffentlichten Zeitungen deutliche Worte gegen den Kolonialismus und die dadurch verursachte Unterdrückung der algerischen Bevölkerung und der islamischen Religion. In der allerersten Ausgabe seiner Zeitung Wādī Mizāb, die am 1. Oktober 1926 erschien, tätigte er den Ausspruch „Islam ist dein Vater und Algerien deine Mutter“.
Ferner sah er in der französischen Kolonialpolitik einen Versuch der Christianisierung und Französisierung beziehungsweise Francophiliation der algerisch-indigenen Bevölkerung. Er gehörte zu den vehementesten Gegnern der Wehrpflicht für Algerier in der französischen Armee sowie des Projet Blum-Violette, welches 1936 die Verleihung der französischen Staatsbürgerschaft an eine ausgewählte algerische Elite anstrebte.
Ähnlich wie Ibrahim Atfaiyasch und Sulaimān al-Bārūnī gehörte Abū l-Yaqzān zu den reformorientierten Ibaditen, die versuchten, den Salafismus in das Ibaditentum zu integrieren. Er stand sowohl dem Panislamismus als auch der salafistischen Islāh-Bewegung nahe und fasste das Arabertum als Teil der muslimischen Identität auf. Während er in den 1920er Jahren vor allem für die algerische Einheit und einen algerischen Nationalstaat warb, verbunden mit der Vereinigung der verschiedenen religiösen Gruppen, kam in seinen Publikationen der 1930er Jahre, allem voran in seiner Wochenzeitung al-Umma, auch ein starker Einsatz für arabische Einigkeit hinzu, wobei er Elemente des Panarabismus aufgriff. Ferner setzte er sich für eine Ausblendung von ethnischer Herkunft und der islamischen Rechtsschulen ein.
Er stand damit ideologisch Muhibb ad-Dīn al-Chatīb und Raschīd Ridā nahe, welchen er seine Zeitungen zukommen ließ.
Abdelhamid Ben Badis nahm im Oktober 1931 auf Abū l-Yaqzāns Engagement für den Panarabismus Bezug, indem er anmerkte, dass sich dessen mozabitisch-berberische Herkunft und die Identifikation als Araber nicht ausschließen würden. Dies lässt auf eine eher ideelle denn ethnische Interpretation des Begriffs „Araber“ durch Abū l-Yaqzān und die Vereinigung algerischer muslimischer Rechtsgelehrter schließen.
Hierbei sprach sich Abū l-Yaqzān  gegen eine Isolation der mozabitischen Gemeinschaft und für eine Partizipation am nationalen Diskurs, der einen arabisch-islamisch geprägten algerischen Nationalstaat forderte, aus.
Er hielt die Gründung muslimischer Nationalstaaten für ein übergeordnetes Ziel und sprach dem Patriotismus eine ähnliche Wichtigkeit in der islamischen Religion zu, wie dem Gebet und dem Dschihad.

## Werke
In seiner Tätigkeit als Schriftsteller verfasste er über 60 Bücher und Essays, darunter auch Lehrbücher für Kinder. Hier eine Auswahl:
- Iršād al-ḥāʾirīn. Tunis: Maṭbaʿat al-ʿArab 1923.
- Diwān Abī l-Yaqẓān. Band I. Algier: al-Maṭbaʿa al-ʿArabīya 1931.
- Bayān ḥaqīqa. Algier: al-Maṭbaʿa al-Ǧazāʾirīya 1931.
- Sulaymān al-Bārūnī Bāšā fī aṭwār ḥayātihi. Algier: al-Maṭbaʿa al-ʿArabīya 1957.
- Al-Fikr al-Islāmī. Algier: al-Maṭbaʿa al-ʿArabīya 1964.
- Sullam al-istiqāma li-abnāʾ madārisinā al-Qurʾānīya al-ibtidāʾīya. Band I-III. Algier: Maktabat al-ʿArabīya li-Dār al-Fikr al-Islāmī 1965–1967.
- Sullam al-istiqāma li-abnāʾ al-madāris aṯ-ṯānawīya. Band I-III. Algier: Maktabat al-ʿArabīya li-Dār al-Fikr al-Islāmī 1968–1970.
- Sabīl al-muʾmin al-baṣīr ilā Llāh. Nālūt: Dār ad-Daʿwa 1969.
- Al-Islām wa-niẓām al-ʿašāʾirī fī Wādī Mīzāb. Algier: al-Maṭbaʿa al-ʿArabīya 1972.
- Fatḥ nawāfiḏ al-Qurʾān. Beirut: Dār ad-Daʿwa 1973.
- Diwān Abī l-Yaqẓān. Band I-II. Sīb: Maktaba aḍ-Ḍāmirī 1991. Postum
- al-Luġa al-ʿArabīya ġarība fī dārihā. Guerrara: Ǧamʿīyat at-Turāṯ 1993. Postum